# Vatra Dornei
Vatra Dornei je rumunské lázeňské město v župě Sučava. Žije zde přibližně 13 tisíc obyvatel.

## Části
K městu administrativně náleží tři okolní vesnice.
- Argestru – 414 obyvatel
- Roșu – 308 obyvatel
- Todireni – 51[2] obyvatel